# 缟獴属
缟獴属（学名：Mungos），也叫非洲獴属，是生长在非洲的獴科动物中的一個屬，缟獴就是該屬中的一種動物。該屬於1795年由艾蒂安·若弗鲁瓦·圣伊莱尔以及弗雷德里克·居维叶首次提出。